# Ipfirewall
ipfirewall eller ipfw är den inbyggda brandväggsfunktionen i Mac OS. Programmet har öppen källkod och ligger till grund för flera andra brandväggar. Det skapades ursprungligen för operativsystemet FreeBSD.